# Apoteket Nordstjernan

Den här sidan handlar om apoteket i Stockholm, för apoteket i Göteborg, se Apoteket Nordstjärnan, Göteborg.

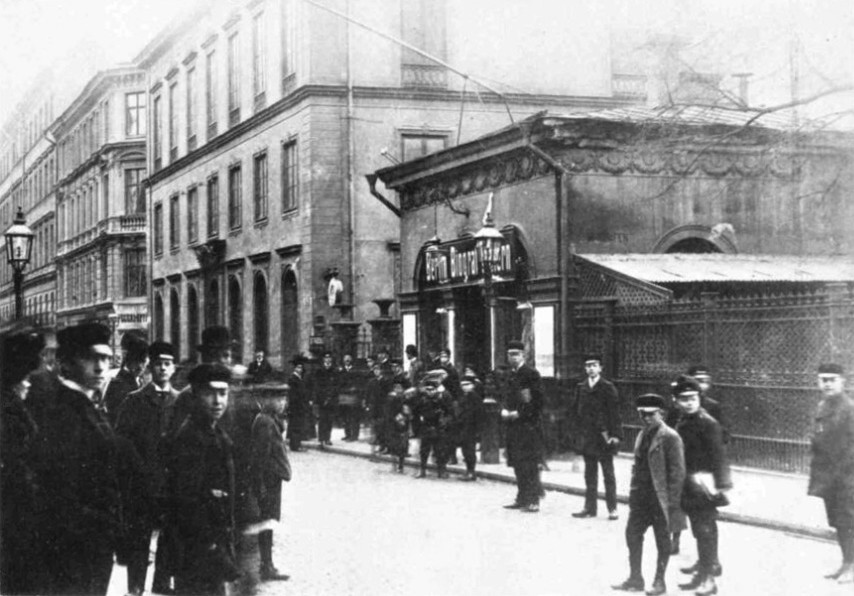
Apoteket Nordstjernan bredvid Davidsons paviljonger på Drottninggatan 71A.

Apoteket Nordstjernan, senare Apoteket Nordstjärnan, var 1817–1978 ett apotek i Stockholm. Från dess grundande fram till 1914 fungerade det som landets enda instruktionsapotek. Landets första läkemedelsbolag Vitrum har sitt ursprung i apotekets verksamhet.

## Historik

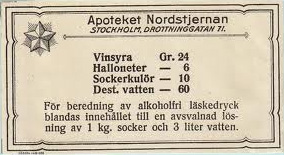
Etikett för apotekets läskedrycksessens.

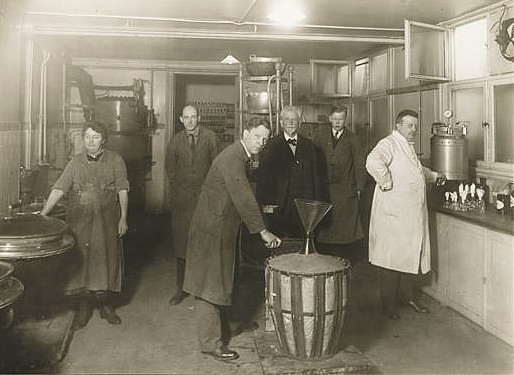
Apoteket Nordstjernans laboratorium på 1920-talet.

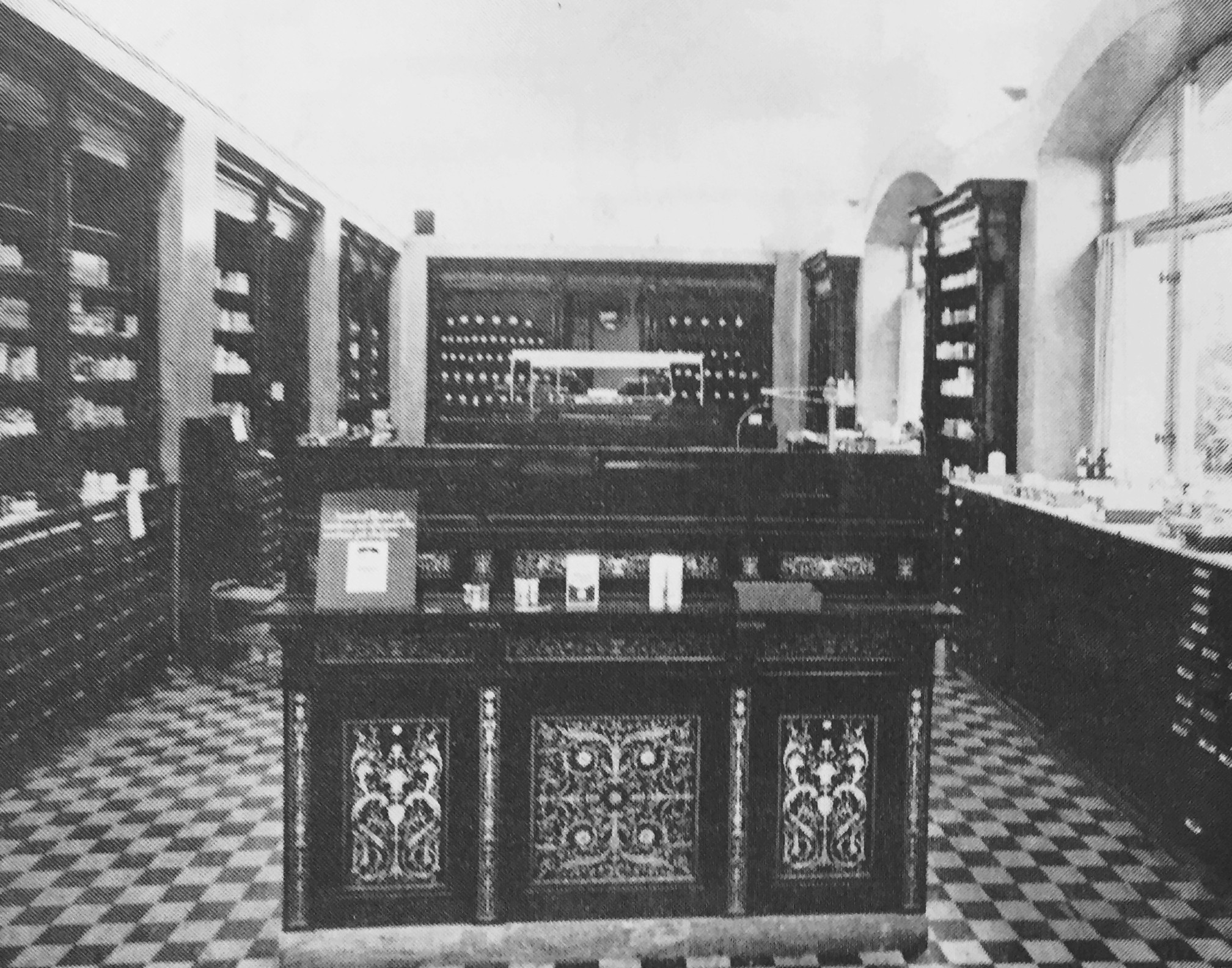
Officinen.

Apoteket grundades 1817 av Carl Johan Fredrik Plagemann. I apoteksprivilegiet stadgades att verksamheten skulle bedrivas som ett instruktionsapotek, där studenter från Farmaceutiska institutionen övades och avlade de praktiska examensproven, och att Plagemann därtill skulle undervisa. År 1833 fick han tillåtelse att överlåta verksamheten med villkoret att Sundhetskollegium skulle godkänna efterträdaren. Villkoret bestod fram till 1914 då reglerna ändrades så de undervisande instruktionsapotekarna även kunde vara verksamma vid andra apotek i staden.
Apoteket var till en början inrymt i det Westmanska palatset men då huset 1829 köptes av Vetenskapsakademien flyttade apoteket till Drottninggatan 84. År 1858 flyttade verksamheten till en för apotekets räkning särskild uppförd byggnad på Drottninggatan 71A ritad av Johan Fredrik Åbom. Byggnadsritningarna visar iskällare, stötkällare, filtreringsrum och laboratorium i husets källarvåning. På bottenvåningen fanns förutom själva apoteket, diverse arbetsrum och sovplats för eleverna. Längst upp i gårdsflygeln fanns en kryddvind.
År 1875 erhöll Jakob Christian Gottlieb Piltz privilegium att driva apoteket. Jämte apoteksrörelsen startade han 1878 tillverkning av artificiella hälsovatten och byggde upp en liten fabrik på egendomen. Den flyttade 1899 till nybyggda lokaler på Birger Jarlsgatan 120 under namnet Nordstjernans mineralvattenfabrik. 
År 1877 lade Piltz  grunden till Sveriges första läkemedelsbolag då han införskaffade ångkraft för att driva bland annat pulvrisering, skärning, och extinktion av kvicksilver i apotekets stora laboratorium, vilket födde Nordstjernans Droghandel. Bolaget köpte 1908 en nyuppförd fastighet på Torsgatan 4 dit man flyttade. Det blev senare känt under namnet Vitrum.
Åboms apotekshus revs 1910, men apoteket inrymdes i den nya byggnaden som restes på tomten enligt Victor Bodins ritningar. I gatuplanet fanns officin, kontor, materialkammare, dekoktrum och personalutrymmen. I källarplanet låg laboratorium, analysrum, svalrum och ett flertal förråds- och lagerlokaler. Apoteket låg kvar på adressen fram till 1978 då det lades ned. Sedan 2012 finns en restaurang i lokalen.

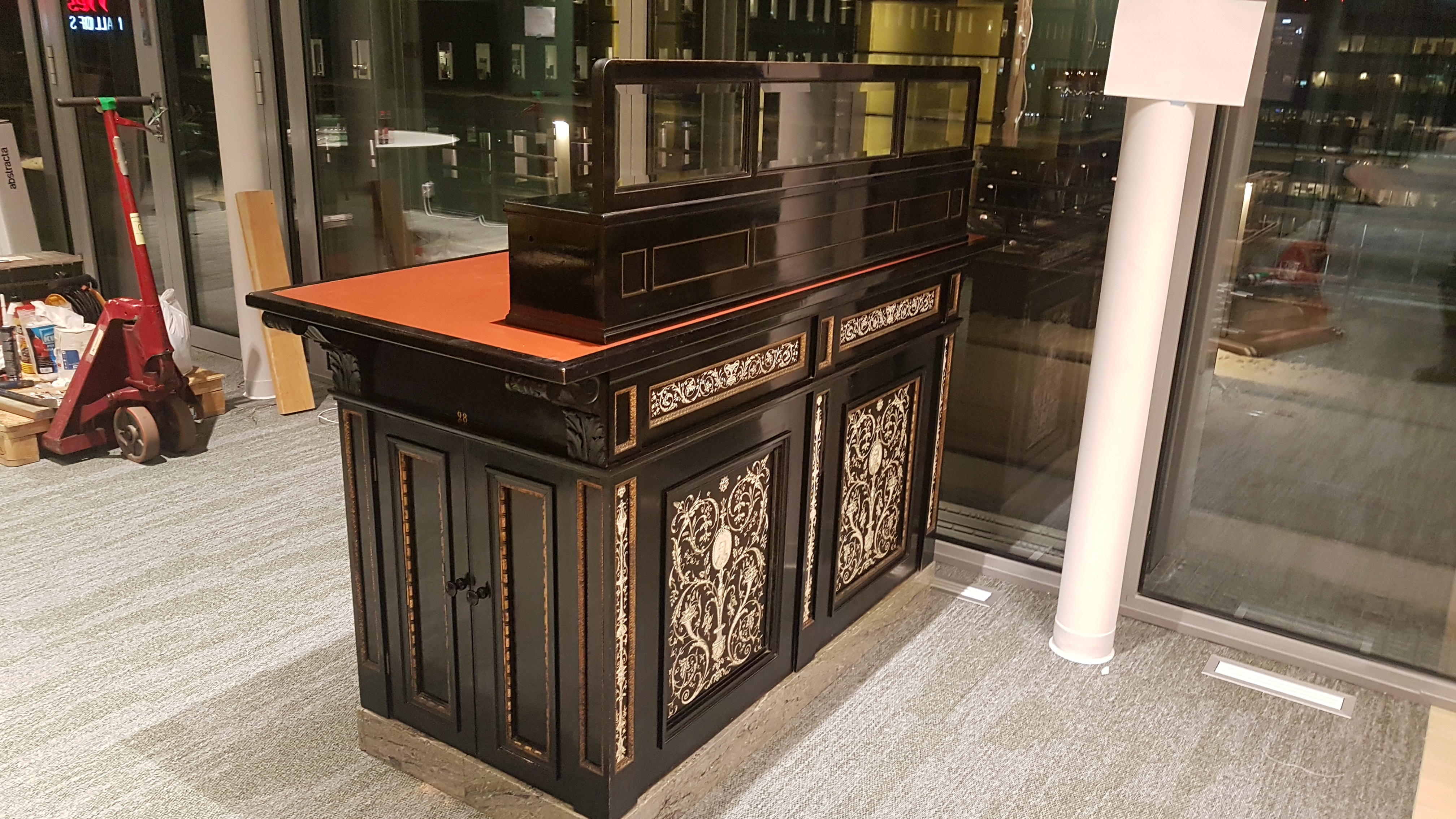
Delar av officinen hos Apoteket AB 2020

I Apotekarsocietetens museum på Wallingatan 26 finns flera detaljer ur officininredningen bevarade i det så kallade Nordstjärnan-rummet Den daterar sig antagligen från 1883 och är utförd i svartpolerat päronträ, imiterande ebenholtz, med en återkommande påkostad dekor utförd som ljusare inläggningar, delvis i elfenben, och kan sägas vara en av landets mest praktfullaste apoteksinredningar. Andra delar av officinen finns uppställda i Apoteket AB:s huvudkontor i Solna.